# Ligidium gracile
Ligidium gracile är en kräftdjursart som först beskrevs av James Dwight Dana 1856.  Ligidium gracile ingår i släktet Ligidium och familjen gisselgråsuggor.

## Underarter
Arten delas in i följande underarter:
- L. g. flavum
- L. g. gracile